# Municipio de Marble Falls
El municipio de Marble Falls (en inglés: Marble Falls Township) es un municipio ubicado en el condado de Newton en el estado estadounidense de Arkansas. En el año 2010 tenía una población de 932 habitantes y una densidad poblacional de 6,09 personas por km².

## Geografía
El municipio de Marble Falls se encuentra ubicado en las coordenadas 36°4′43″N 93°9′7″O / 36.07861, -93.15194. Según la Oficina del Censo de los Estados Unidos, el municipio tiene una superficie total de 152.92 km², de la cual 152.16 km² corresponden a tierra firme y (0.5%) 0.76 km² es agua.

## Demografía
Según el censo de 2010, había 932 personas residiendo en el municipio de Marble Falls. La densidad de población era de 6,09 hab./km². De los 932 habitantes, el municipio de Marble Falls estaba compuesto por el 95.49% blancos, el 0.43% eran afroamericanos, el 1.61% eran amerindios, el 0.21% eran asiáticos, el 0.11% eran isleños del Pacífico, el 0.75% eran de otras razas y el 1.39% pertenecían a dos o más razas. Del total de la población el 2.47% eran hispanos o latinos de cualquier raza.